# Ardy Verhaegen
Ardy Verhaegen is een Nederlands-Canadees tibetoloog en schrijver. Verhaegen begon zijn loopbaan als fysiotherapeut. Verhaegen specialiseerde zich in de geschiedenis van de dalai lama's. Hij gaf les aan het gerenommeerde Esalen-instituut in Big Sur en aan verschillende universiteiten.
In 1983 besloot hij Independent Studies te studeren aan de Universiteit van Waterloo in Ontario. Tijdens zijn studie kwam zijn aandacht meer en meer te liggen op de geschiedenis van de dalai lama's en na een diepgaand onderzoek slaagde hij in 1998 met zijn thesis op dit onderwerp, dat hij op aanraden van zijn thesisprofessor Darrol Bryant van het Renison College publiceerde onder de titel The Dalai Lamas: The Institution and Its History.
Na de publicatie van zijn boek vervolgde Verhaegen zijn loopbaan als universitair docent, consultant en coach op gebieden als persoonlijke groei en spiritualiteit.